# Steve Lovell
Stephen William Henry „Steve“ Lovell (* 6. prosince 1980, Amersham, Buckinghamshire) je bývalý fotbalista hrající na postu útočníka.

## Kariéra
Steve Lovell začal svoji kariéru v roce 1998 v AFC Bournemouth, ale poté překvapivě podepsal smlouvu s Portsmouth FC, kde však zasáhl jen do několika zápasů. V roce 2000 odešel na hostování do Exeter City FC a v roce 2002 hostoval v Sheffield United FC a v Queens Park Rangers FC.
Během roků 2002-2005 se upsal klubu Dundee FC hrajícího Scottish Premier League. Zde během 98 zápasů nastřílel 35 gólů. V roce 2005 přešel do Aberdeen FC. V tomto klubu hrál do roku 2008, kdy podepsal smlouvu s Falkirkem FC. Když v roce 2009 odešel z Falkirk FC, jeho dalším působištěm se stal Partick Thistle FC. Zde odehrál sedmnáct zápasů, než klub opustil z důvodu zranění kotníku. V roce 2010 se vrátil do klubu AFC Bournemouth, který se stal také jeho posledním klubem v kariéře. 1. září 2011 oznámil Steve Lovell konec své kariéry s okamžitou platností, jelikož v posledních dvou sezónách bojoval se zraněním.

## Osobní život
Roku 2008 se zasnoubil se skotskou zpěvačkou a textařkou Amy MacDonaldovou. Steve Lovell je taky nevlastní bratr aktuálního manažera klubu Burnley FC, Eddieho Howea.